# Zabory (Droszew)
Zabory – przysiółek wsi Droszew w Polsce, położony w województwie wielkopolskim, w powiecie ostrowskim, w gminie Nowe Skalmierzyce, w Kaliskiem, ok. 7 km od Nowych Skalmierzyc. Wchodzą w skład sołectwa Droszew. 
W latach 1975–1998 przysiółek należał administracyjnie do województwa kaliskiego, od 1999 do powiatu ostrowskiego.

## Historia
Pod koniec XIX wieku Zabory były wsią położoną w powiecie pleszewskim z urzędem stanu cywilnego w Sobótce. Wieś zajmowała obszar 108 ha i liczyła 85 mieszkańców.